# Oxynotus bruniensis
Espèce
Répartition géographique
Statut de conservation UICN

 NT  : Quasi menacé
La Centrine aiguille (Oxynotus bruniensis) est un requin de la famille des Oxynotidae, atteignant une taille d'environ 60 cm et vivant au large de l'Australie et de la Nouvelle-Zélande à des profondeurs variant de 45 à 1 000 m. Elle est d'un marron foncé uniforme. L'espèce est ovovivipare.
Elle se nourrit de poissons et d'invertébrés, et est totalement inoffensive pour l'homme.